# Svenska Bromsbandsfabriken
Svenska Bromsbandsfabriken (SBF), under en period känt som TMD Friction Sweden, var ett företag i Långsele som tillverkade bromsbelägg, bland annat trumbromsbelägg till tunga fordon. Fabriken var huvudleverantör till Scania och även Volvo LV. Den övriga produktionen vid fabriken utgjordes av skivbromsbelägg till personbilar och olika produkter för industrin och kraftverk. 
Företaget startade 1936 i Mölnlycke. Verksamheten i Långsele startades i mitten av 1970-talet. När fabriken i Långsele byggdes var svenska Statsföretag en av ägarna, tillsammans med Small & Parks som ägdes av Cape Asbestos, ett Opeheimerföretag. 1985 köpte BBA Group PLC hela företaget, som kom att ingå i BBA:s Friction Materials Division. SBF:s verksamhet i Mölnlycke lades ned och all verksamhet koncentrerades till Långsele. 
Hösten 2000 sålde BBA hela friktionsmaterialdivisionen till det nybildade företaget TMD Friction i Tyskland. TMD Friction lade ned verksamheten i Långsele 2009. Verksamheten har sedan återstartat i mindre skala med bland annat renovering av bromsbelägg.